# Центр регионального управления
Центр регионального управления (ивр. מרכז השלטון האזורי‎; ранее называвшийся «Центр региональных советов») — национальная организация Израиля, объединяющая пятьдесят четыре региональных советов, существующих в Государстве Израиль. Главой центра регионального управления является Шай Хаджадж, который также является главой регионального совета Мерхавим. Ицик Ашкенази является генеральным директором центра регионального управления.

## Структура центра
Цель центра регионального управления, который зарегистрирован как ассоциация, состоит в том, чтобы представлять региональные советы перед правительственными министерствами и государственными учреждениями, подписывать соглашения от имени региональных советов, координировать и определять политику отношений между региональными советами в Израиле. Ассоциация имеет общее собрание, состоящее из всех глав региональных советов, и оно избирает председателя центра, генерального директора, руководство, состоящее из 20 членов, и секретариат, состоящий из четырех членов.
В 2019 году Шай Хаджадж, который с 2012 года также занимал пост главы Регионального совета Мерхавим, был избран на должность председателя Центр регионального управления.